# Struna grzbietowa

Struna grzbietowa (6) larwy żachwy

Struna grzbietowa, chorda (Chorda dorsalis) − pierwotna forma wewnętrznego szkieletu osiowego strunowców (Chordata). Ma postać walcowatego, sprężystego pręta zbudowanego z komórek tkanki łącznej. Nad struną grzbietową ciągnie się cewkowaty układ nerwowy, a pod nią przewód pokarmowy. U form wyższych ewolucyjnie funkcjonuje w okresie zarodkowym, później zastępowana jest przez kręgosłup, a jej pozostałością są jądra miażdżyste w krążkach (dyskach) międzykręgowych.
U człowieka powstaje w trzecim tygodniu rozwoju zarodka, z komórek prekursorowych wnikających przez węzeł pierwotny i przesuwających się do przodu do momentu osiągnięcia płytki przedstrunowej. Wówczas powstaje składająca się z dwóch warstw płytka struny grzbietowej. Warstwy te podlegają połączeniu, gdy dochodzi do zamiany hipoblastu na komórki endodermy. Jako pierwszy powstaje przedni odcinek struny grzbietowej.